# Ofidians manifest
Ofidians manifest är det norska black metal-bandet Kampfars sjunde studioalbum, utgivet 2019 av skivbolaget Indie Recordings. Albumet spelades in i Knøsesmauet Studio i Bergen, Waterfall Studio i Oslo och Abyss Studio i Pärlby i Sverige.

## Låtlista
1. "Syndefall" – 4:15
2. "Ophidian" – 4:48
3. "Dominans" – 4:39
4. "Natt" – 5:42
5. "Daimon" – 6:21
6. "Skamløs!" – 6:25
7. "Tornekratt" – 8:29

## Medverkande
Musiker (Kampfar-medlemmar)
- Dolk (Per-Joar Spydevold) – sång, trummor
- Jon Bakker – basgitarr
- Ask (Ask Ty Ulvhedin Bergli Arctander) – trummor, bakgrundssång
- Ole Hartvigsen – gitarr

Bidragande musiker
- Jan-Øyvind Grung Sture – cello (spår 6, 7)
- Mathias Lunde Kristoffersen – sång (spår 3, 5)
- Jonas Bjertnes Jacobsen – sång (spår 3, 5)
- Agnete Kjølsrud – sång (spår 3)
- Marianne Maria Moen – sång (spår 7)

Produktion
- Ole Hartvigsen, Jonas Kjellgren[2] – producent, ljudtekniker, ljudmix, mastering